# Дінгл
Дінгл (ірл. An Daingean; англ. Dingle) — місто в Ірландії, у графстві Керрі (провінція Манстер).

## Географія
Місто розташоване на однойменному півострові, на крайньому заході Ірландії, приблизно за 50 км західніше Тралі. Є частиною Гелтахту, району з переважанням ірландської мови.
| Ірландія | Це незавершена стаття з географії Ірландії. Ви можете допомогти проєкту, виправивши або дописавши її. |

1. ↑  База даних географічних назв Ірландії — 2008.